# Padraira
Padraira es una entidad de población española de la parroquia de Grandas de Salime, perteneciente al municipio de Grandas de Salime, en la comunidad autónoma de Asturias.

## Historia
Hacia mediados del siglo XIX, el lugar, ya por entonces perteneciente a Grandas de Salime, tenía contabilizada una población de 36 habitantes. Aparece descrito en el duodécimo volumen del Diccionario geográfico-estadístico-histórico de España y sus posesiones de Ultramar de Pascual Madoz con las siguientes palabras:

PADRAIRA: l. en la prov. de Oviedo, ayunt. y felig. de San Salvador de Grandas de Salime (V.). pobl.: 17 vec., 36 almas.
(Madoz, 1849, p. 508)

En 2023, la entidad singular de población, encuadrada dentro de la entidad colectiva de Grandas de Salime, tenía empadronados once habitantes y el núcleo de población, también once.